# 고료카쿠역
고료카쿠역(일본어: 五稜郭駅)은 일본 홋카이도 하코다테시에 있는 도난 이사리비 철도, 홋카이도 여객철도와 일본화물철도의 철도역이다. 여객역과 화물역은 조금 떨어져 있으며, 화물역은 하코다테 항에 인접해 있는 미나토초 1초메에 있다.
역명은 성곽 요새 유적인 고료카쿠에서 이름을 따왔으나, 실제 유적을 중심으로 조성된 고료카쿠 공원과는 2 km 가까이 떨어져 있다.

## 역 구조
2면 4선의 쌍섬식 승강장이 있는 지상역으로, 승강장 번호는 역사 측에서 3번부터 매겨진다. 1, 2번선은 측선으로 승강장이 없다. 역사는 구내 동쪽 방향, 3번 승강장 방향에 있으며 두 승강장과는 과선교로 연결되어 있다. 역사 내에는 6시부터 22시까지 운영되는 창구와, 여행 센터, 자동 발매기등이 있다. 운전 취급역의 하나로, 역무원이 배치된 유인역이다.
역 구내의 서측에는 홋카이도 여객철도 고료카쿠 차량소가, 북측에는 하코다테 운수소 세이칸 파출소와 일본화물철도 고료카쿠 기관구가 있다. 예전에는 세이칸 파출소와 고료카쿠 기관소 주위에는 고료카쿠 조차장이 있었으나, 현재는 없다.

### 승강장
| 3 | (예비 승강장)                        | (예비 승강장)                              |
| 4 | ■ 하코다테 본선 도난 이사리비 철도선 | 하코다테 행                                |
| 5 | ■ 하코다테 본선                      | 오누마코엔 · 모리 · 오샤만베 · 삿포로 방면 |
| 5 | ■ 도난 이사리비 철도선               | 나나에하마 · 가미이소 · 기코나이 방면      |
| 6 | (예비 승강장)                        | (예비 승강장)                              |

## 화물역
일본화물철도의 고료카쿠 역은 여객역에서 2.1 km 정도의 비전화 선로를 거쳐, 하코다테 항 아리카와 부두 근처에 위치하고 있다. 아라카와 조차장, 고료카쿠 화물역 등으로 불리기도 한다.
구내에는 3면 6선의 컨테이너용 승강장과 몇 개의 유치선, 분류선이 있다. 또 구내에는 영업 창구인 일본화물철도 하코다테 영업 지점과 홋카이도 JR 물류 하코다테 지점, 고료카쿠 사업소가 있다. 구내의 선로는 일부 착발선을 제외하고는 전화되어 있지 않으며, 구내의 입환 작업은 본선 열차 견인을 맡는 일본국유철도 DD51형 디젤 기관차가 담당하고 있다.

### 취급 화물
컨테이너 화물이나 임시 차급 화물 등을 취급한다.
컨테이너 화물은 JR 규격의 12 피트 컨테이너와 20 피트 · 30 피트 등의 대형 컨테이너, ISO 규격의 20 피트 · 40 피트 해상 컨테이너 등을 다룬다. 취급 물품은 발송 화물의 경우 주로 채소류와 종이, 식료 가공품, 적재 화물(택배편 등)이며, 도착 화물은 주로 약품과 종이, 적재 화물 등이다. 역에서는 산업 폐기물 등의 취급 허가를 얻어놓았으며, 산업 폐기물 컨테이너의 취급도 가능하다.
화물 열차의 주된 행선지는 삿포로 화물터미널역, 스미다가와 역, 나고야 화물터미널역, 우메다역 등이다.

## 역 주변
역 주변은 구 가메다 시의 중심지였던 곳이다.
- 하코다테 니시 경찰서 가메다 파출소
- 고료카쿠 역전 우편국
- 하코다테 항 (세이칸 페리 승강장)
- 가메다 온천
- 시립 하코다테 병원
- 하코다테 신문사
- 세이쇼 학원 고등학교

## 이용 상황

### 여객
연 승차 인원은 100명 단위로, 일당 평균 승차 인원은 10명 단위로 집계되었다.
| 연도   | 연도 | JR 홋카이도 | JR 홋카이도 | 비고 |
| 연도   | 연도 | 합계        | 1일 평균    | 비고 |
| ------ | ---- | ----------- | ----------- | ---- |
| 2004년 | 승차 | 311,000     | 850         |      |
| 2005년 | 승차 | 299,300     | 820         |      |
| 2006년 | 승차 | 298,600     | 820         |      |
| 2007년 | 승차 | 325,400     | 890         |      |
| 2008년 | 승차 | 347,900     | 950         |      |
| 2009년 | 승차 | 354,400     | 960         |      |

### 화물
화물 취급량은 1,000톤 단위로 집계되었다.
| 연도   | 보냄    | 받음    | 합계    | 비고 |
| ------ | ------- | ------- | ------- | ---- |
| 2004년 | 199,000 | 174,000 | 373,000 |      |
| 2005년 | 199,000 | 159,000 | 358,000 |      |
| 2006년 | 205,000 | 156,000 | 361,000 |      |
| 2007년 | 187,000 | 148,000 | 335,000 |      |
| 2008년 | 182,000 | 139,000 | 321,000 |      |
| 2008년 | 182,000 | 139,000 | 321,000 |      |
| 2009년 | 161,000 | 128,000 | 289,000 |      |

## 역사
- 1911년 9월 1일 - 일본국유철도의 일반역으로 개업.
- 1913년 9월 15일 - 가미이소 경편선(현재의 에사시 선)이 개업.
- 1950년 2월 10일 - 고료카쿠 기관구 설치.
- 1955년 11월 27일 - 역전에 하코다테 시영 전차 고료카쿠 역전 정류소가 개업.
- 1978년 11월 1일 - 하코다테 시영 전차 정류소 폐지.
- 1980년 10월 1일 - 컨테이너 화물 취급 개시.
- 1986년 11월 1일 - 수하물 취급 폐지.
- 1987년 4월 1일 - 일본국유철도 분할 민영화로 홋카이도 여객철도와 일본화물철도가 계승.
- 2007년 3월 - 창구 영업 시간과 개찰 시간을 연장, 영업 요원의 숙박 근무 재개.
- 2007년 10월 - 역 번호 부여. H74.
- 2016년 3월 26일 - 홋카이도 신칸센 개통에 따라, 에사시 선 구간이 도난 이사리비 철도에게 이관됨.

## 인접한 역
| 홋카이도 여객철도 ■ 하코다테 본선         | 홋카이도 여객철도 ■ 하코다테 본선      | 홋카이도 여객철도 ■ 하코다테 본선  |
| ----------------------------------------- | -------------------------------------- | ---------------------------------- |
| H70 신하코다테호쿠토 삿포로 방면          | 특급 "슈퍼 호쿠토"                     | H75 하코다테 방면                  |
| H70 신하코다테호쿠토 하코다테 방면        | 쾌속 "하코다테 라이너"                 | H75 하코다테 신하코다테호쿠토 방면 |
| H73 기쿄 오샤만베 방면                    | 보통 (일반열차 "하코다테 라이너" 포함) | H75 하코다테 방면                  |
| 도난 이사리비 철도 ■ 도난 이사리비 철도선 |                                        |                                    |
| sh11 나나에하마 기코나이 방면             | ● 도난 이사리비 철도선                 | H75 하코다테 방면                  |